# Дитячі ігри (картина)
«Дитячі ігри», або «Ігри дітей» (нід. Kinderspelen) — картина фламандського художника Пітера Брейгеля Старшого; зображає понад 200 дітей, що грають у різноманітні ігри. Знаходиться у віденському Музеї історії мистецтв.

## Історія створення
Картина написана Брейгелем в 1560 році. Сюжетно і композиційно вона близька таким творам Брейгеля, як «Прислів'я» і «Бійка між Карнавалом і Постом», створеним роком раніше. Їх об'єднують барвистість і багатофігурність композиції, прагнення до гранично докладного, вичерпного висвітлення обраної теми. Н. А. Гершензон-Чегодаєва зазначає, що всі три роботи носять підкреслено дидактичний характер; основою їх служить «тема божевілля людського існування в умовах „перевернутого світу“».
Сандра Хіндман зауважує, що традиція зображення дитячих ігор існувала і до Брейгеля, в XV столітті: цей мотив нерідко був присутній на полях календарів і часословів (певні ігри пов'язувалися з певними місяцями). Досить імовірно, що Брейгель був знайомий з такими ілюстраціями, однак спектр зображуваних ним ігор набагато ширше, ніж у його попередників, і має, по всій видимості, дещо іншу символіку.

## Сюжет і опис
На картині зображена міська площа; праворуч від неї йде вглиб вулиця, а ліворуч видно фрагмент пейзажу: кілька дерев, галявина і невелика річка. Всюди ми бачимо групки дітей, поглинених грою. Цікаво, що різні автори наводять різні цифри щодо їх кількості: деякі вказують, що дітей на картині «понад 230», інші — що їх «більш 250». Жан-П'єр Ванден Бранден у своїй роботі «Les Jeux d'enfants de Pierre Bruegel» називає більш конкретні цифри: 168 хлопчиків і 78 дівчаток. Різні цифри наводяться і щодо кількості зображених Брейгелем ігор: 83, 86, понад 90.
Учасники цієї масової сцени не об'єднані ніякою загальною дією: вони розбиті на ізольовані, індиферентні одна до одної групи. Звертає на себе увагу той факт, що в персонажах Брейгеля дуже мало дитячого: вони зображені скоріше як маленькі дорослі. Ідеалізація дитинства, яка стане типовою при зображенні дітей в наступні століття, аж ніяк не практикувалася у часи Брейгеля: в дитинстві бачили лише етап підготовки до дорослого життя і до дітей ставилися відповідним чином. Обличчя дітей позбавлені індивідуальних особливостей і здаються примітивними і тупуватими. Жодна дитина не посміхається, їх веселощі виглядають серйозними, зосередженими.
Оскільки діти зображені настільки незвичним для нас чином, важко сказати, чи є на картині дорослі. Багато дослідників вважають, що Брейгель зобразив виключно дитячий світ; інші припускають, що на картині присутні кілька дорослих (двоє за Ванден Бранденом, шестеро за Емі Оррок).
У композиції картини звертають на себе увагу незвично високий горизонт і зміщена перспектива, що напрямляє погляд глядача вправо і вглиб.

## Тлумачення
Малоймовірно, що завданням Брейгеля було створення своєрідної візуальної енциклопедії дитячих ігор. По всій видимості, картина являє собою якусь алегорію.
Існує припущення, що «Дитячі ігри» повинні були стати частиною циклу, задуманого як «Чотири віки людини». Цим пояснювалося також і відсутність дорослих на картині. Однак, якщо це і так, інші картини циклу не були створені або не збереглися.
Можливо також, що картина являла собою, поряд з «Нідерландськими прислів'ями», ще одне втілення теми безумства світу. У цьому випадку діти, що граються, уособлюють все людство, позбавлене розуму і одержиме метушливими інтересами.
Висловлюється версія, згідно якої висока, панорамна точка зору як би зверху вниз означає, що вся зображена сцена — це наш світ очима Бога, для якого всі люди — не більш ніж нерозумні діти.
Місто, на вулицях якого грають діти, поєднує в собі риси типового фламандського містечка XV століття і міста вигаданого, фантастичного. Однак якщо взяти до уваги той факт, що під час написання картини Брейгель жив в Антверпені, то слід зазначити також і те, що в Антверпені в цей час було близько двохсот шкіл і що місто було важливим центром освіти і науки. Не виключено тому, що у своїй роботі Брейгель відбив гуманістичні тенденції та педагогічні ідеї свого часу і що тлумачити її слід не в дусі християнського моралізаторства, а, навпаки, в дусі ренесансного гуманізму.

## Ігри
Всі ігри, зображені на картині, дійсно існували за часів Брейгеля. Французька дослідниця Марі Сегарра ділить їх на шість основних груп: ігри-імітації, в яких діти копіюють дії і ритуали дорослих; рухливі та силові; ситуаційні; ігри з предметами, що звучать; скатологічні; індивідуальні (в тому числі творчі). Дослідники відзначають, що Брейгель на диво точно передав динаміку і подробиці кожної гри; його картина може слугувати матеріалом для етнографічних досліджень.